# Sri Maha Bodhi
A Sri Maha Bodhi (szingaléz: ජය ශ්‍රි මහා බොධිය) egy szentként tisztelt fügefa (ficus religiosa) Anuradhapurában, Srí Lankán. Állítólag azon Bódhifa hajtása, amely alatt ülve Buddha megvilágosodott. i. e. 288-ban ültették, és ez a legrégebben elültetett fa a világon, amelynek az elültetési ideje ismert.
2014. áprilisban a kormány megtiltott minden építkezést a fa ötszáz méteres körzetében. Csak a fára nyilvánvalóan ártalmatlan munkálatokra van lehetőség.

## Története

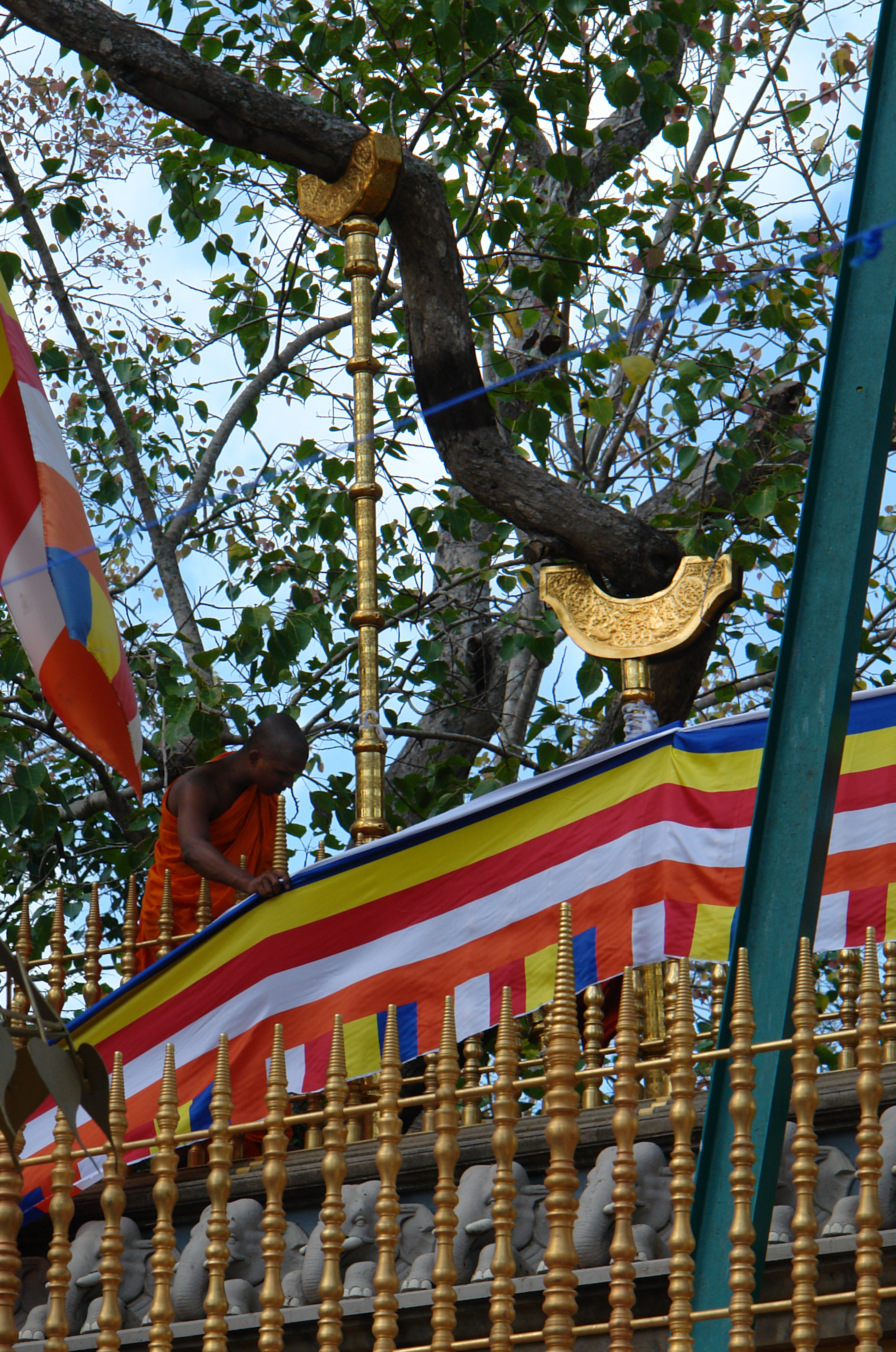
A fa előterében buddhista zászlók

Az i.e. 3. században Asóka király lánya, Szanghamittá Tera (páli; szanszkrit: Szanghamitra) hozta a fát Srí Lankára. Ugyanő alapította a sziget első rendjét buddhista apácák (bhikkhuni) részére. I.e. 288-ban Devanampija Tissza király átültette a fát egy 6,5 méter magas teraszra a Mahámevnáva parkba, amely köré védőkerítést is építtetett.
A vallási helyszín kialakításához több ősi király is hozzájárult a történelem során. Vaszabha (65 - 107) király négy Buddha-szobrot helyeztetett a fa négy oldalára. Voharika Tissza (214 - 236) fém szobrokat emeltetett.  Mahanaga (569 - 571) vízcsatornát építtetett a fa köré, amelyet később II. Szena király (846 - 866 AD) újított fel.
A jelenlegi falat Ilupandenije Athtadasszi Thero építette Kirti Sri Rajasinha király uralkodása idején, hogy megvédjék a fát a vad elefántoktól. A fal 3 méter magas és másfél méter vastag, amely egy 120-szor 80 méteres területet kerít be.
A szent fa körüli első aranyozott falat Jatiravana Narada Thero irányítása mellett építették 1969-ben. Az ez alatt elhelyezkedő vaskerítést pedig Jagirala Pannananda Thero vezetésével építették.

## Külső hivatkozások
- A Sri Maha Bodhi turista weboldal